# Kaple svatého Michala (Vyškov)

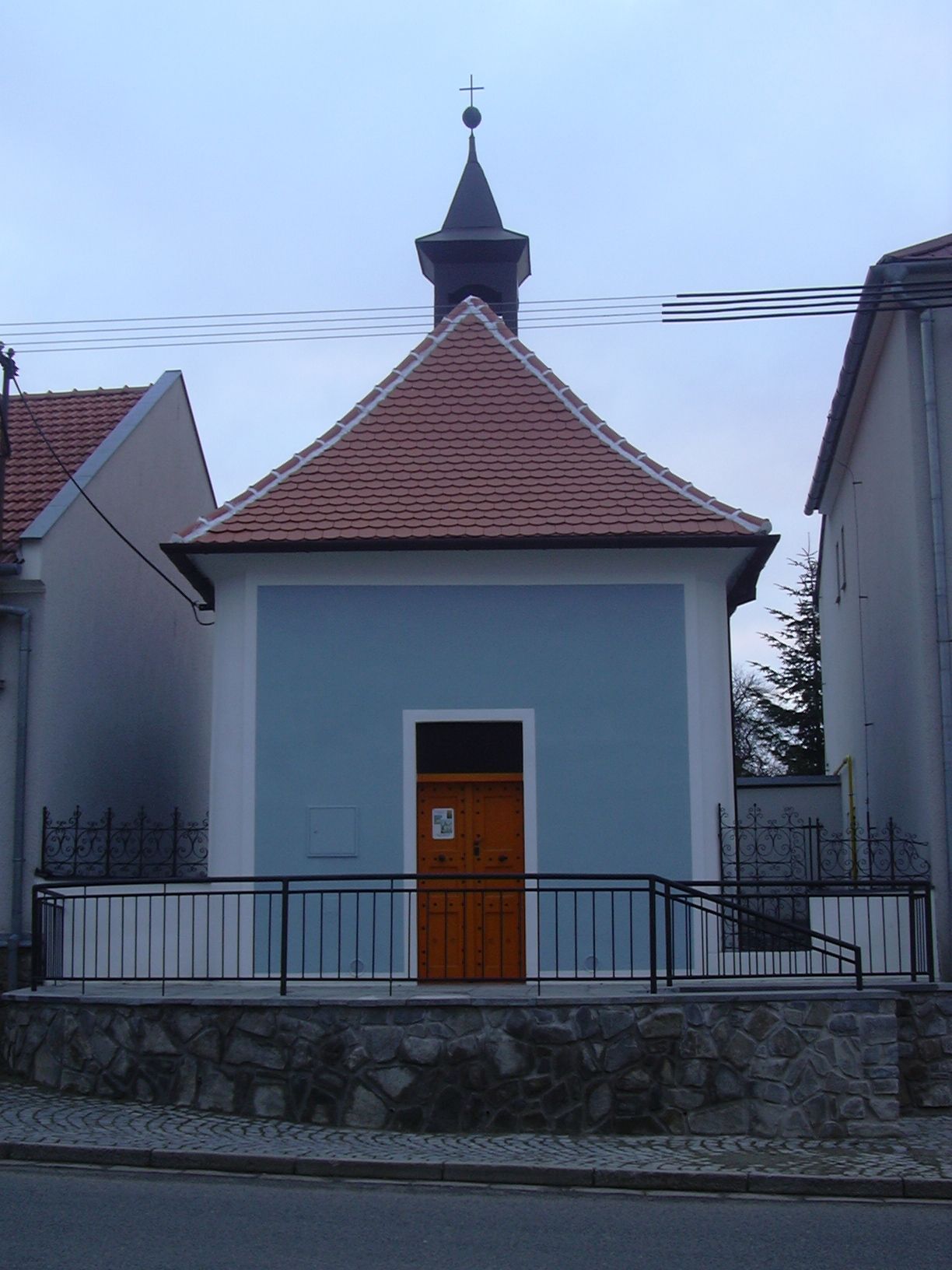
Kaple svatého Michala

Kaple svatého Michala je kaple stojící v místní části města Vyškova v Brňanech na místě původního farního kostela.

## Historie
Dnešní kaple stojí na místě dřívějšího farního kostela ze 14. - 15. století při kterém se do roku 1789 i pohřbívalo. Tento farní kostel byl zbořen roku 1806. Jako jediné středověké prvky se dochovaly dva kamenné pilíře a lze předpokládat že pod podlahou kaple se mohou nacházet kosterní pozůstatky. Celková oprava kaple proběhla roku 2006.

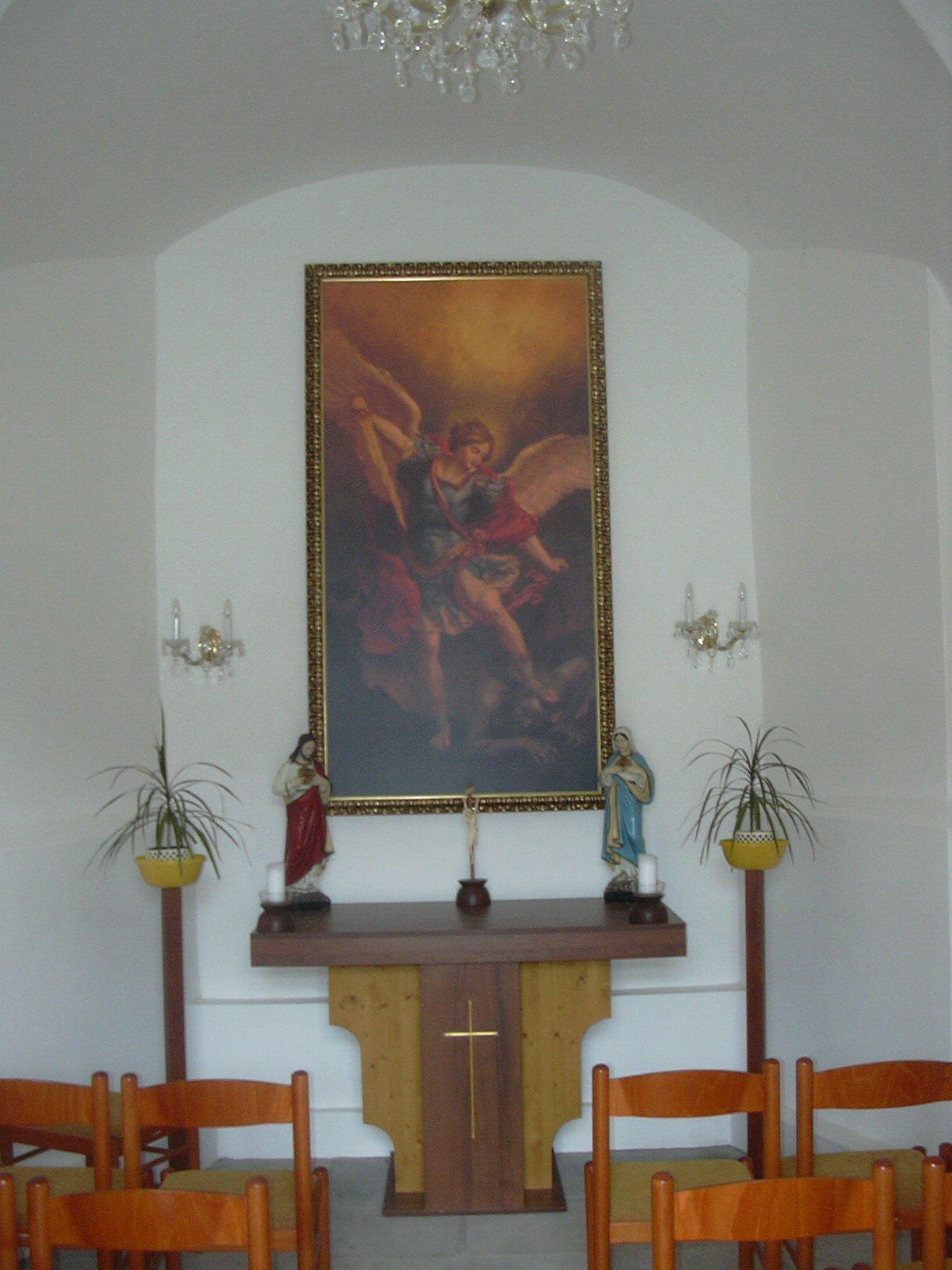
Interiér kaple